# Dura (singolo)
Dura è un singolo dell'artista musicale portoricano Daddy Yankee, pubblicato il 18 gennaio 2018 e contenuto nell'album El disco duro. Ha raggiunto la posizione numero due nella classifica Hot Latin Songs e la 43a di Hot 100. Il singolo ha anche un remix, che include la partecipazione di Bad Bunny, Natti Natasha e Becky G.
Il singolo è stato descritto come una traccia reggaeton ritmata con influenze reggae e testi che parlano di una bella donna. Dal punto di vista commerciale, la canzone raggiunse la vetta delle classifiche di 14 paesi e raggiunse la top 10 in altri cinque. Negli Stati Uniti, "Dura" ha raggiunto la posizione numero 43 nella Billboard Hot 100 e la numero due nella classifica Hot Latin Songs. Il brano ha fatto vincere a Daddy Yankee il suo primo Latin Grammy Award.